# Politerapia

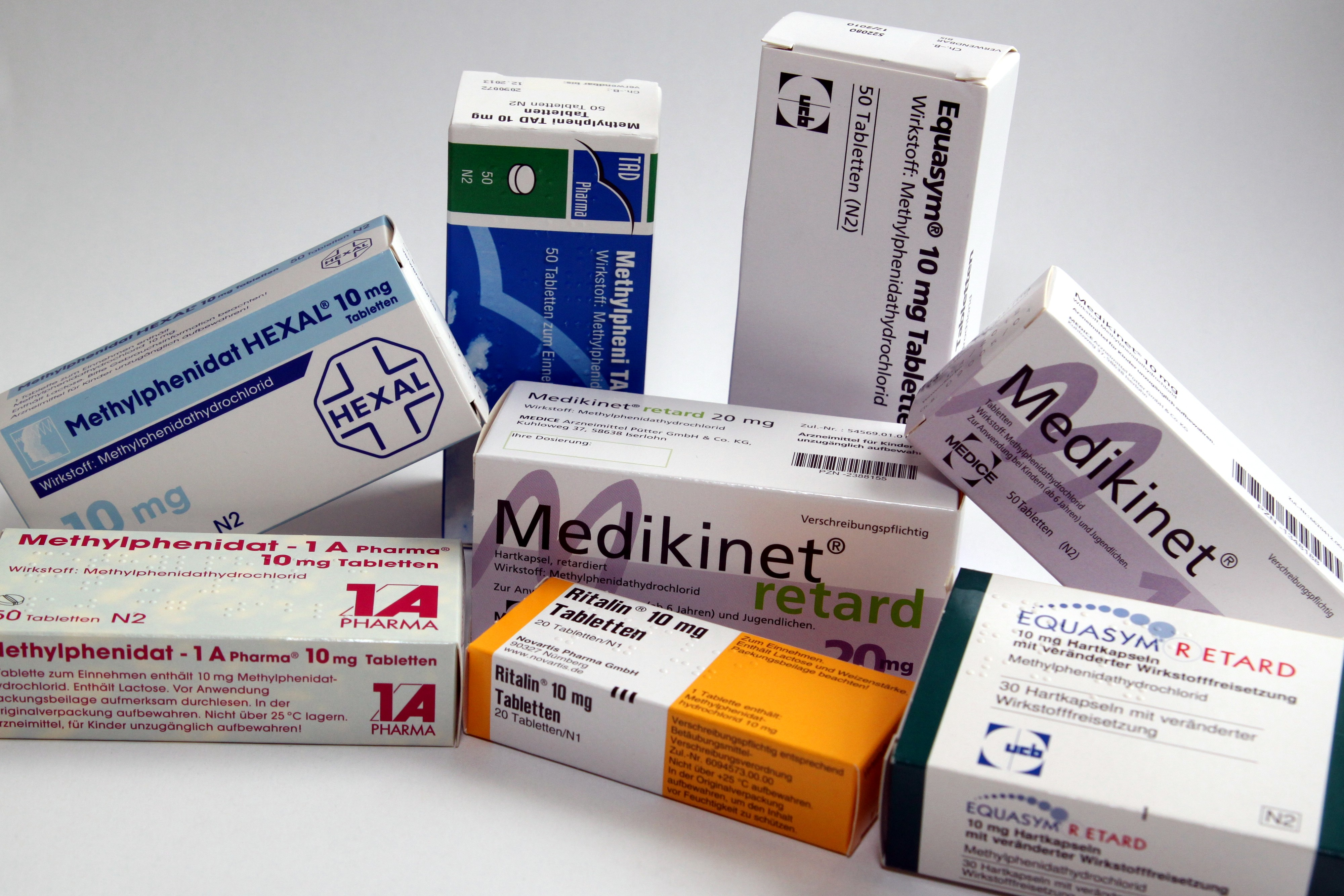

Con politerapia si intende l'associazione tra più agenti terapeutici (p.es. farmaci) per il trattamento di una patologia. 

## Vantaggi
Possibilità di ridurre le dosi dei singoli farmaci con diminuzione dell'incidenza o dell'intensità degli effetti indesiderati di ognuno.
Si sfrutta il sinergismo tra agenti terapeutici ( ad esempio l'associazione di un antibiotico appartenente alla classe delle penicilline che inibisce la formazione della parete batterica con un fluorochinolone che inibisce la sintesi del DNA  batterico) 

## Svantaggi
Maggiore difficoltà nell'individuazione dell'effetto terapeutico desiderato e di eventuali reazioni indesiderate del singolo farmaco durante una terapia con più farmaci i cui effetti desiderati e indesiderati possono sommarsi e confondersi. 
Talvolta, minore compliance da parte del paziente e aumento del rischio di interazioni negative tra farmaci.

## Rimedi
Spesso sono i pazienti anziani ad essere pluritrattati. Deprescribing (riduzione del numero di farmaci prescritti) e medication review sono talora attuati da farmacologi clinici, geriatri e internisti al fine di ridurre il tasso di ospedalizzazione e la spesa farmaceutica a carico dello Stato.